# Елецкий (Коми)
Елецкий — посёлок городского типа в Республике Коми России. Входит в состав муниципального округа Воркута. Железнодорожная станция.
Население — 295 чел. (2024).

## Географическое положение
Посёлок расположен в Европейской части Полярного Урала в 52 км к югу от Воркуты, в заболоченой тундре. Расстояние до Воркуты по железной дороге составляет 100 км.

## История посёлка
Посёлок основан во время строительства Северо-Печорской железнодорожной магистрали для обслуживания перевозок и грузов. Это был один из участков Стройки 501. Строительством дороги занималось Северное управление Главного управления лагерей железнодорожного строительства (ГУЛЖДС). Прямо в посёлке располагался мужской лагерь, который был ликвидирован в 1958-59 гг. после передачи посёлка и железной дороги Министерству путей сообщения. На балансе этого Министерства посёлок был до 2006 года.
Статус посёлка городского типа получил 7 июля 1949 года. Из железнодорожного узла Елецкий быстро стал посёлком с сквером, фонтанами, танцплощадкой. Были построены школа, больница, детский сад, почта, библиотека, мастерская по ремонту и индпошиву, метеостанция. В 1959 году население посёлка составляло 3208 чел.
Назван по реке Елец, на берегу которой расположен.

## Население
| 1959 | 1970  | 1989  | 2002 | 2009 | 2010 | 2012 |
| ---- | ----- | ----- | ---- | ---- | ---- | ---- |
| 3208 | ↘1521 | ↘1225 | ↘780 | ↘749 | ↘631 | ↘620 |
| 2013 | 2014  | 2015  | 2016 | 2017 | 2018 | 2019 |
| ↘606 | ↘587  | ↘563  | ↘547 | ↘542 | ↘529 | ↘516 |
| 2020 | 2021  | 2024  |      |      |      |      |
| →516 | ↘307  | ↘295  |      |      |      |      |